# Andrzej Szubar
Andrzej Szubar (ur. 14 listopada 1919 w Zaborzu, zm. 8 marca 1988) – polski żołnierz, milicjant i polityk, poseł na Sejm PRL IV, V i VI kadencji.

## Życiorys
Syn Michała i Magdaleny. Uzyskał wykształcenie wyższe niepełne. W czasie II wojny światowej walczył jako partyzant i żołnierz 1 Armii Wojska Polskiego. Otrzymał stopień podpułkownika. W 1945 odbył kurs dla kierowników jednostek Milicji Obywatelskiej w Szkole Oficerów Polityczno-Wychowawczych w Łodzi. W latach 1944–1949 był kolejno powiatowym komendantem Milicji Obywatelskiej w Hrubieszowie i Radomsku oraz wojewódzkim komendantem MO w Lublinie i Rzeszowie, skąd zwolniono go jako „nieodpowiadającego wymogom MO” oraz „klasowo i ideologicznie obcego”. Został prezesem Zarządu Okręgowego Spółdzielni Mleczarskiej w Rzeszowie, którym był do 1952. W tym samym roku został absolwentem dwuletniego Studium Zaocznego przy KC PZPR w Warszawie oraz sekretarzem Wojewódzkiego Komitetu Wykonawczego Zjednoczonego Stronnictwa Ludowego w Olsztynie. Do 1954 pełnił tę samą funkcję w lubelskim WKW. Od 1954 do 1964 był wiceprzewodniczącym prezydium Wojewódzkiej Rady Narodowej w Kielcach. W listopadzie 1956 został wiceprezesem WKW ZSL w Kielcach. Od października 1959 do stycznia 1964 był wiceprezesem, a następnie, do lutego 1974, prezesem Wojewódzkiego Komitetu tej partii w Kielcach. W 1965, 1969 i 1972 uzyskiwał mandat posła na Sejm PRL w okręgu Busko-Zdrój i Końskie. W trakcie IV kadencji przewodniczył Komisji Komunikacji i Łączności, a w VI był zastępcą przewodniczącego. W trakcie V i VI kadencji zasiadał w Komisji Obrony Narodowej, ponadto w V brał udział w pracach Komisji Drobnej Wytwórczości, Spółdzielczości Pracy i Rzemiosła, a w VI w Komisji Przemysłu Ciężkiego, Chemicznego i Górnictwa.
Pełnił funkcje prezesa zarządu kieleckiego Ligi Obrony Kraju, członka wojewódzkich władz Związku Bojowników o Wolność i Demokrację, wiceprzewodniczącego Wojewódzkiego Zarządu Społecznego Funduszu Odbudowy Stolicy oraz przewodniczącego Komitetu Budowy Ośrodka Telewizyjnego na Świętym Krzyżu.
Pochowany wraz z Danutą Szubar (1922–2001) na cmentarzu komunalnym nr 1 w Kielcach.

## Ordery i odznaczenia
- Order Sztandaru Pracy I klasy
- Krzyż Komandorski Orderu Odrodzenia Polski
- Krzyż Oficerski Order Odrodzenia Polski
- Krzyż Kawalerski Order Odrodzenia Polski
- Złoty Krzyż Zasługi (1954)[2]
- Srebrny Krzyż Zasługi
- Medal 10-lecia Polski Ludowej (1954)[3]
- Krzyż Partyzancki
- Krzyż Walecznych
- Medal Zwycięstwa i Wolności 1945
- Medal „Zasłużonym na Polu Chwały”
- Odznaka 1000-lecia Państwa Polskiego (1966)[4]
- Medal „Za zasługi dla ruchu ludowego” (1984)[5]
- Odznaka „Za Zasługi dla Kielecczyzny”